# 陳姿雅
陳姿雅（Tzu-Ya Chen，1997年8月26日—），台灣女子排球選手，2009年畢業於排球名校莒光國小，2015年畢業於排球名校華僑中學，畢業於台灣師範大學(2015~2019)，目前效力於企業排球聯賽台電女排隊，位置為主攻手，背號6號 。

## 球員生涯
2015年U20、U23代表隊成員，2017年U23擔任隊長，2017年世大運代表隊成員。
2017世錦賽資格賽代表隊成員，2018FIVB挑戰者盃資格賽代表隊成員，2018雅加達亞運培訓隊成員，2018雅加達巨港亞運代表隊成員，2019亞俱盃女排代表隊成員。
企業排球聯賽13年第一循環最佳邊線攻擊手，第二循環最佳邊線攻擊手，上半季、全年度女子得分榜第一。
106學年度大專盃排球賽最佳邊線攻擊手。107學年度大專盃排球賽女子MVP。
陳姿雅於企排14年以總得分360分再度蟬聯得分后，並幫助中國人纖闖進挑戰賽。

## 經歷
- 莒光國小女子排球隊
- 積穗國中排球隊
- 華僑高中女子排球隊
- 台灣師範大學女子排球隊
- 中華台北女子排球代表隊
- 企業排球聯賽中國人纖企業女子排球隊
- 企業排球聯賽高雄台電女子排球隊

## 外部連結
- 陳姿雅的Instagram帳戶